# UD 4
U-D4 war ein U-Boot der Niederländischen Marine, das bei der deutschen Besetzung der Niederlande im Zweiten Weltkrieg unvollendet in deutsche Hände fiel und danach von der deutschen Kriegsmarine fertiggebaut und eingesetzt wurde.

## Bau und Technische Daten
Das U-Boot O 26, eines von sieben Booten der O-21-Klasse, wurde am 20. April 1939 in Rotterdam bei der Rotterdamsche Droogdok Maatschappij nach einem niederländischen Entwurf von 1937 auf Kiel gelegt. Die Boote waren 77,53 m lang und 6,5 m breit, hatten aufgetaucht eine Wasserverdrängung von 949 Tonnen (getaucht 1372 t) und waren damit etwas kleiner als die Boote des deutschen Typs IX. Sie hatten acht 53-cm-Torpedorohre und konnten 14 Torpedos mitführen. Zwei Dieselmotoren mit jeweils 2500 PS und zwei Elektromotoren mit je 500 PS erlaubten eine Höchstgeschwindigkeit von 19 Knoten über bzw. 9 Knoten unter Wasser. Ihr Aktionsradius betrug etwa 7100 Seemeilen bei Überwasserfahrt und zehn Knoten Marschgeschwindigkeit. Die Boote waren mit einem Schnorchel ausgerüstet – er diente jedoch nur der besseren Frischluftzufuhr und nicht dem Fahren mit Dieselmotoren nahe unter der Wasseroberfläche als Schutz vor Entdeckung, wie das bei den späteren deutschen Booten der Fall war. Die Besatzung bestand aus 4 Offizieren und 41 Mann.

## Deutsche Kriegsbeute
Beim Überfall der deutschen Wehrmacht auf die Niederlande am 10. Mai 1940 lag das Boot noch nicht ganz fertig in der Werft. Das Werftpersonal versuchte zwar, das noch auf Stapel liegende Boot zu versenken, aber der Luftangriff auf Rotterdam am 14. Mai vereitelte dieses Unterfangen. Zwei ebenfalls noch im Bau befindliche Schwesterboote, O 25 und O 27, wurden ebenfalls deutsche Beute. Alle drei wurden danach zu Ende gebaut und mit den Nummern U-D3 (ex O 25), U-D4 (ex O 26) und U-D5 (ex O 27) von der Kriegsmarine in Dienst gestellt. Mit diesen Booten erbeutete die Kriegsmarine auch den Schnorchel („getrimd diesel systeem“ oder „snort system“), der in der niederländischen Marine bereits in den U-Booten O 19 und O 20 installiert war.

## Kriegsmarine
U-D4 wurde am 23. November 1940 vom Stapel gelassen und am 28. Januar 1941 unter dem Kommando von Korvettenkapitän Helmut Brümmer-Patzig in Dienst gestellt und der 1. U-Flottille in Kiel zugeteilt. Zunächst wurden Testfahrten zur Erprobung des Schnorchels unternommen, die jedoch schließlich (entgegen den Wünschen des deutschen U-Boot-Konstrukteurs Christoph Aschmoneit) abgebrochen wurden, da man diese Technik als im rauen Nordatlantik nicht einsetzbar ansah. Die Schnorchel wurden von allen drei Booten entfernt.
U-D4 diente danach nur als Versuchs- und Schulboot, wahrscheinlich wegen seiner vielen Defekte. Von Mai bis Juli 1941 gehörte es als Versuchsboot zur 3. U-Flottille in Kiel, dann bis Dezember 1942 als Schulboot zur 5. U-Flottille in Kiel. Von Januar 1943 bis November 1944 war es als Schulboot der 27. U-Flottille in Gotenhafen zugeteilt. Im Juli wurde es zur Erprobung von Unterwasserbetankung durch das Versorgungs-Boot U 490, eine so genannte Milchkuh, eingesetzt. Danach wurde es zum U-Tanker umgebaut und diente zur Ausbildung von U-Boots-Besatzungen im Unterwasserbetanken. Bis Ende 1944 wurden etwa 220 derartige Übungen durchgeführt. Im November 1944 kam das Boot zur 24. U-Flottille in Gotenhafen und im Januar 1945 zur 18. U-Flottille in Hela.
Es wurde am 19. März 1945 außer Dienst gestellt und am 3. Mai 1945 im Marinearsenal Kiel von seiner Restbesatzung versenkt. Das Wrack wurde nach dem Krieg gehoben und verschrottet.

## Kommandanten
| Zeitraum             | Kommandant                              |
| -------------------- | --------------------------------------- |
| Jan. 1941-Okt. 1941  | Korvettenkapitän. Helmut Brümmer-Patzig |
| Okt. 1941-April 1942 | KKpt. Rudolf Singule                    |
| April 1942-Dez. 1942 | KptLt. Hinrich-Oscar Bernbeck           |
| Marx 1943-Nov. 1944  | KKpt. Friedrich Schäfer                 |
| Nov. 1944-März 1945  | KptLt. Fritz Bart                       |